# تسویوشی آبه
تسویوشی آبه (انگلیسی: Tsuyoshi Abe؛ زادهٔ ۱۳ فوریهٔ ۱۹۸۲) بازیگر اهل ژاپن است.
از فیلم‌ها یا برنامه‌های تلویزیونی که وی در آن نقش داشته‌است می‌توان به استن بزرگ، آلیس در سرزمین مرزی اشاره کرد.